# آیوی لاگ (جورجیا)
آیوی لاگ (به انگلیسی: Ivy Log) یک منطقهٔ مسکونی در ایالات متحده آمریکا است که در بلیرزویل، جورجیا واقع شده‌است.